# Севенс, Лисетта
Элисабет (Лисетта) Антониюс Мария Игнатиюс Севенс (нидерл. Elisabeth (Lisette) Anthonius Maria Ignatius Sevens, 29 июня 1949, Хелмонд, Нидерланды) — нидерландская хоккеистка (хоккей на траве), защитник. Олимпийская чемпионка 1984 года, трёхкратная чемпионка мира 1974, 1978 и 1983 годов, серебряный призёр чемпионата мира 1981 года, бронзовый призёр чемпионата мира 1976 года, чемпионка Европы 1984 года.

## Биография
Лисетта Севенс родилась 29 июня 1949 года в нидерландском городе Хелмонд.
Играла в хоккей на траве за «Хелмонд», ХБС из Блумендала и «Амстердамсе».
Трижды выигрывала золотые медали чемпионата мира — в 1974 году в Мандельё, 1978 году в Мадриде и в 1983 году в Куала-Лумпуре. Кроме того, на её счету бронза в 1976 году в Западном Берлине и серебро 1981 года в Буэнос-Айресе.
В 1984 году завоевала золотую медаль чемпионата Европы в Лилле.
В том же году вошла в состав женской сборной Нидерландов по хоккею на траве на летних Олимпийских играх в Лос-Анджелесе и завоевала золотую медаль. Играла на позиции защитника, провела 5 матчей, мячей не забивала. Была капитаном команды.
В 1974—1984 годах провела за сборную Нидерландов 83 матча, забила 5 мячей.